# ویرجین وکیشن
ویرجین وکیشن (انگلیسی: Virgin Vacations) شرکت گردشگری بریتانیایی است، که در سال ۱۹۹۴، توسط ریچارد برانسون تأسیس شد.